# Distrito do Ambriz
O Distrito do Ambriz foi a entidade administrativa primitiva que corresponde a atual província do Bengo. Foi um dos cinco distritos ou governos administrativos históricos de que se compunha a colónia portuguesa de Angola antes da conferência de Berlim.
Fora criado inicialmente nas cercanias de 1810, com o nome de distrito dos Dembos, a partir da repartição do distrito de Golungo Alto. Essa divisão administrativa dura até 1857, quando o distrito dos Dembos é integrado ao distrito de Luanda.
Em 1861 recria-se novamente, porém com o nome de distrito do Ambriz, com sede em Ambriz, configuração administrativa que resiste até 1866, quando é novamente extinto, integrado ao distrito de Luanda.
Compreendia então os três concelhos do Ambriz, desde a foz do rio Zaire até o Lifune, do Bembe ou D. Pedro V, de Encoge, e o comando militar de São Salvador do Congo.